# Alcyonium compactofestucum
Alcyonium compactofestucum is een zachte koraalsoort uit de familie Alcyoniidae. De koraalsoort komt uit het geslacht Alcyonium. Alcyonium compactofestucum werd in 1992 voor het eerst wetenschappelijk beschreven door Verseveldt & van Ofwegen. 